# ببغاء باراكيت الاخضر
ببغاء البراكيت الاخضر هو أحد أنواع الببغاوات عالية الثمن في الأسواق وذلك بسبب شكل جسده القصير والجميل ويملك قدرة على نطق وتقليد بع ض الكلمات، مما أكسبه شعبية وأصبح مطلوبًا وقد أدى هذا على مر السنين إلى تقليل الكميات الموجودة منه.وينتمي إلى فصيلة ببغاوات العالم القديم وموطنه الأصلي يتبع الى أفريقيا وشبه القارة الهندية.

## أصل التسمية اسم الببغاء:
«Psittaciformes» من اللغة الإغريقية الذي لم يتضح أصله , سجل كاسياس اسم «Psittacus» بعد الاسم الهندي للطائر.

## وصف الظائر
الذكور لها اللون الأزرق بينما الإناث فتتميز باللون البني الغامق أو باللون البني الفاتح ويميل الى اللون الاخضر يبلغ متوسط طول الببغاوات 40 سم ،يبلغ متوسط طول الجناح الواحد حوالي 15 إلى 17.5 سم ويبلغ وزنه 95-140 غرام.

## خطر الانقراض
:
الطائر مهدد بالانقراض بسبب الصيد الجائر، فنظرًا لصفات هذا الببغاء ، فقد حصل على اهتمام كبير مما زاد من سعره في سوق الطيور بشكل كبير، الأمر الذي ادى إلى محاولة اصطيادها بشكل كبير على يد الصيادين بحثًا عن المال والتجارة والثراء.
اعتمد الصيادين مداهمة أعشاش البراكيت الأخضر وأخذ صغارها والاعتناء بهم ولكن قسم كبير منهم لم يكن مؤهل لذلك مما أدى الى موت الصغار وخسارة أعداد كبيرة من الطير. بسبب ذلك تقل كمية الإنجاب وتزيد نسبة التجارة حيث أن ريش ببغاء البراكيت الأخضر يتم بيعها بأسعار كبيرة، فيقوم الصيادون بقتل الببغاء للحصول على الريش.

## ببغاء البراكيت
هو ببغاء آكل للنبات والحيوان ويستند النظام الغذائي على البذور ، والفاكهة ، وأوراق شجرة الكينا ، وأنواع مختلفة من السراخس والحشرات.

## الأعداء ومدة العيش
الأعداء الطبيعية لـ ببغاء البراكيت هي الثعابين والطيور الجارحة. يمكن لببغاء البراكيت البقاء على قيد الحياة لمدة 5-10 سنوات في البرية.

## التكاثر
تتكاثر ببغاء البراكيت خلال موسم الأمطار عندما يكون الغذاء متاح لهم بكثرة وتبيض اثنين فقط من الصغار سنويا. هنالك بعض الأنواع التي تتكاثر بشكل بطيئ يتراوح ما بين العامين والثلاثة أعوام. تضع أنثى البراكيت ما بين 4-8 بيضات خلال الفترة التي مدتها من 8 إلى 16 أيام .بحيث تحتفظ ببيضها على الأعشاش داخل الشجر . يفقس البيض بعد فترة الحضانة التي مدتها من 18 إلى 21 يوما.
يقدم الذكر العناصر الغذائية للأم وأبنائهم خلال هذه الفترة. بينما يغادر صغار هذه الطيور العش بعد 4-5 أسابيع من الفقس.

## السلوك
الصراخ والعض وعدم الرغبة في الدخول إلى قفصهم وتدمير الأثاث.